# Obonub
Obonub (ros. Обонуб) – wieś w Rosji, w Dagestanie, w rejonie gunibskim. W 2010 liczyła 46 mieszkańców, głównie Awarów.